# خوزه دشائیس
خوزه دشائیس (انگلیسی: Josée Deshaies؛ زادهٔ ) فیلم‌بردار اهل کانادا است. وی از سال ۱۹۹۶ میلادی تاکنون مشغول فعالیت بوده‌است.